# Karl Howell Behr
Pour les articles homonymes, voir Behr.
Karl Howell Behr, né le 30 mai 1885 à New York et mort le 15 octobre 1949 dans la même ville, est un avocat et un joueur de tennis américain.
Il est l'un des rescapés du naufrage du Titanic qu'il quitte à bord du canot no 5.

## Biographie

### Jeunesse et études
Karl Howell Behr est né le 30 mai 1885 à Brooklyn (New York, États-Unis), fils de Herman Behr et Grace Howell. Il étudie à l'école de Larenceville (New Jersey), puis à l'Université Yale. Il est admis au Barreau en 1910.

### Carrière sportive
Karl Behr est finaliste (all comer's final) du Championnat des États-Unis 1906 face à William Clothier. Il dispute ce tournoi jusqu'en 1917 et atteindra les demi-finales en 1912.
En 1907, il participe au tournoi de Wimbledon où il est battu par le futur vainqueur Norman Brookes en huitièmes de finale. Avec son compatriote Beals Wright, ils sont battus en finale du double par les Australiens Brookes et Wilding (6-4, 6-4, 6-2). La semaine suivante, il dispute face à ces mêmes joueurs une rencontre de Coupe Davis, où il perd ses deux simples mais remporte  cette fois-ci le double au côté de Wright. Sept fois classé parmi les dix meilleurs joueurs des Etats-Unis, il apparaît au cinquième rang en 1906, troisième en 1907 et 1914, et au quatrième rang en 1915.

### À bord duTitanic

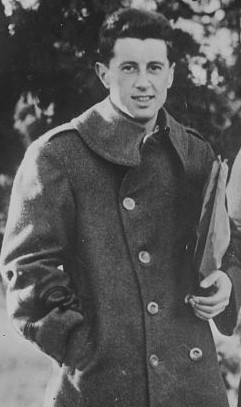
Behr a disputé une Coupe Davis avec Richard Norris Williams, également survivant du naufrage du Titanic.

En avril 1912, Behr est amené à voyager à bord du Titanic lors de sa traversée inaugurale. La raison de ce voyage est que Behr poursuit une amie de sa sœur, Helen Newsom, dont il est amoureux. La mère de celle-ci, opposée à leur union, avait emmené sa fille en voyage en Europe et Behr les y avait suivi en prétextant un voyage d'affaires.
Il embarque sur le Titanic à Cherbourg le 10 avril 1912 et occupe à bord la cabine C-148. Il y retrouve Helen Newson, sa mère et son beau-père, Richard et Sallie Beckwith. Le soir du naufrage, le 15 avril 1912, tous quatre ainsi qu'un autre couple, les Kimball, se retrouvent sur le pont des embarcations près du canot no 5. Mrs Kimball demande alors à Joseph Bruce Ismay, président de la White Star Line qui se trouve alors près de l'embarcation, s'ils peuvent embarquer, et celui-ci lui répond : « Bien sûr, madame, vous tous ». Ainsi, tous les six embarquent dans le canot qui quitte le navire avec 35 personnes environ à son bord pour une capacité de 65 passagers, sous la direction du troisième officier Herbert Pitman,.
Les journaux rapportent après le naufrage que Behr a fait sa demande en mariage à Helen Newsom à bord de l'embarcation. Les amants se marient finalement en mai 1913,. À bord du Carpathia, Behr et d'autres passagers comme Margaret Brown et Mauritz Hakån Björnström-Steffansson forment un comité pour offrir une récompense au capitaine Arthur Rostron,.

### Fin de vie
De son mariage avec Helen Newsom, Behr a quatre enfants : Karl H. Behr Jr. (1914–1998), Peter Behr (1915–1997), James Behr (1920–1976), et Sally Behr (1928–1995). Après le naufrage, il poursuit quelques années sa carrière de joueur de tennis et fait partie de l'équipe finaliste de la Coupe Davis 1914 aux côtés de Richard Norris Williams, également survivant du naufrage. En 1915, il a également battu Maurice McLoughlin, alors considéré comme le meilleur joueur du monde.
Il se détourne rapidement de sa carrière d'avocat pour devenir banquier, étant vice-président de la Dillon, Read & Co. tout en siégeant aux conseils de Goodyear Tire & Rubber, de la Fisk Rubber Company et de la NCR Corporation.
Behr meurt à son domicile de causes naturelles le 15 octobre 1949. Sa veuve épouse alors Dean Mathey, l'un de ses meilleurs amis également ancien partenaire de tennis, et meurt en 1965,. En 1969, il entre dans l'International Tennis Hall of Fame.